# Argalo
Argalo (llamada oficialmente Santa María de Argalo) es una parroquia española del municipio de Noya, en la provincia de La Coruña, Galicia.

## Entidades de población
Entidades de población que forman parte de la parroquia:
- A Baia
- A Pedra do Ouro
- Argote
- As Longras
- Balbargos (Valbargos)
- Becollo
- Beiro
- Bergondo
- A Casa Alta
- Devesa (A Devesa)
- Entrerríos
- Figueira
- La Iglesia (A Igrexa)
- Mosteiro (O Mosteiro)
- O Canabal (O Canaval)
- O Lugariño
- O Páramo
- Os Mortiños
- Piñeiro
- Puente de Argalo (A Ponte de Argalo)
- Puente de San Francisco (A Ponte de San Francisco)
- Sobreviñas
- Sueiro
- Torno (O Torno)
- Vilaboa

## Demografía
| Gráfica de evolución demográfica de Argalo entre 2000 y 2018 |
|                                                              |
| Datos según el nomenclátor publicado por el INE.             |

## Patrimonio

### Iglesia parroquial
La iglesia parroquial fue construida en el siglo XVIII. Tiene una nave de planta de cruz latina, cubierta a dos y cuatro aguas en la zona de la capilla mayor. La fachada tiene una puerta con molduras, una hornacina, decorada con pilastras acanaladas y un friso, que alberga la imagen de la Virgen. En un nivel superior hay un vano ovoidal. Sacristía, adosada a uno de los laterales de la capilla mayor. Torre-campanario, de tres cuerpos que destaca sobre el resto del conjunto por sus grandes dimensiones, el inferior tiene una balaustrada, el central cuatro machones adornados con pilastras y molduras y el superior está coronado por una cúpula, sobre la que se levanta un pináculo. Tiene retablos, uno de ellos de 1812 realizado por los discípulos de José Ferreiro, y tallas en el interior. Como curiosidad, cabe resaltar, que no sigue la orientación típica de los templos cristianos que orientan el ábside hacia el este y la puerta de entrada principal hacia el oeste. En la iglesia de Argalo, la orientación es justamente la opuesta a lo habitual, es decir, ábside hacia el oeste y puerta principal hacia el este.

### Dolmen A Cova da Moura

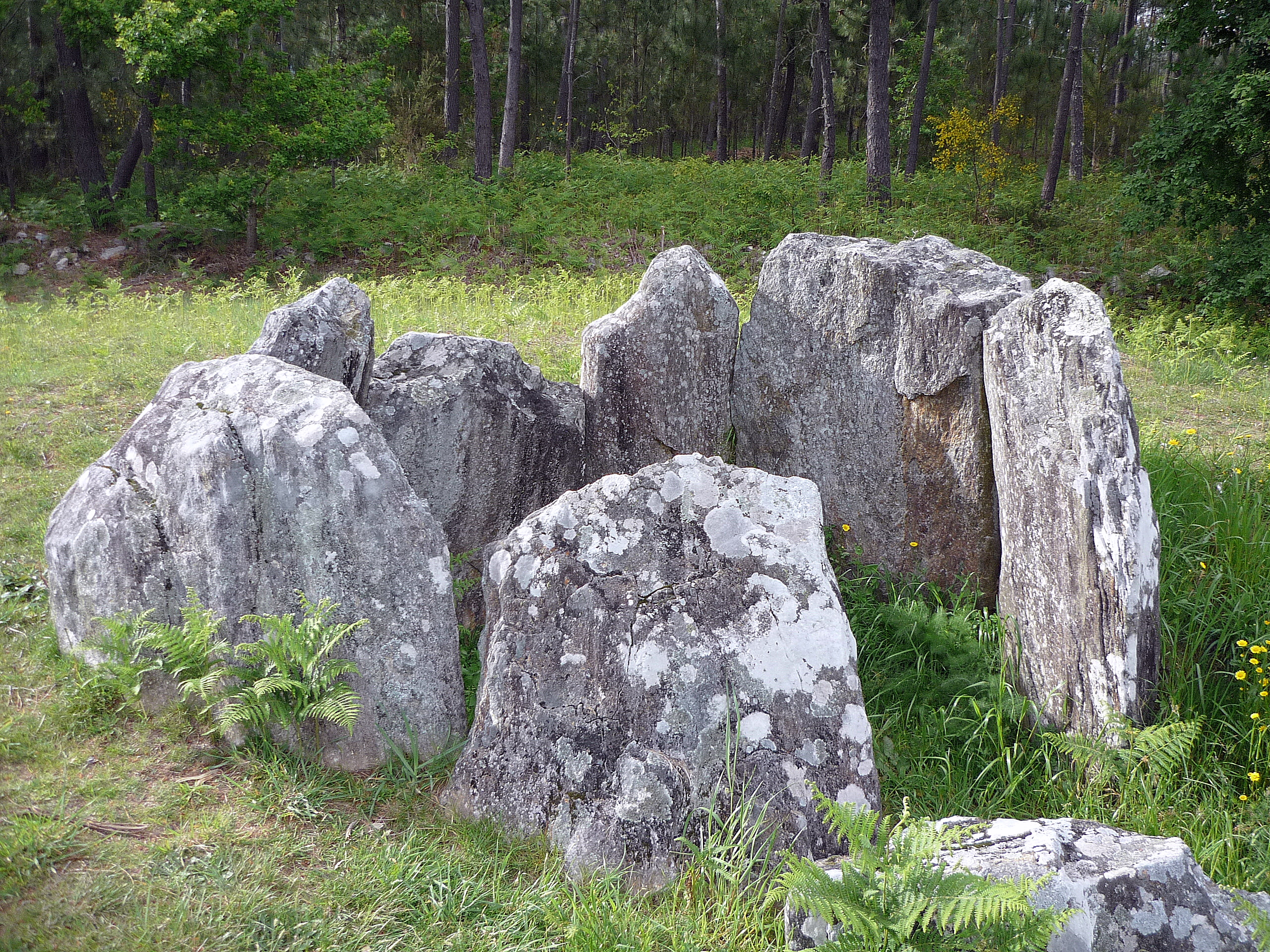
Dolmen A Cova da Moura.

En dicha parroquia se encuentra el Anta de Argalo o Dolmen da Cova da Moura, sepulcro megalítico del Neolítico, con cámara poligonal de siete losas de planta casi circular y un corredor de acceso de 2´3 m. El monumento mide 5´5 m desde el fondo de la cámara al comienzo del corredor y tiene una altura de 2´5 m. Puerta de 1´7 m orientada al este. Hasta finales del siglo XIX conservó la losa de cobertura, que se calcula que fuera de unos 3,5 m de forma casi circular. En su interior se hallaron puntas de flecha de base triangular, hachas pulimentadas, cerámica, láminas de sílex, un esferoide y varios ídolos de barro. Fue declarada, por defecto, Bien de Interés Cultural (BIC), según la Ley de Patrimonio estatal de 1985 e incorporada al Registro de Bienes de Interés Cultural de la Comunidad en el año 2011.

### Calzada romana de Balbargos
Carretera secundaria del Per Loca Marítima, para recorrer la costa y acceder a los puertos en la zona de Noia, Porto do Son, Ribeira y Boiro. Este tramo de carretera atraviesa la sierra de Balbargos por las faldas del San Lois y se dirige hacia el sur.